# 多里奥
多里奥（義大利語：Dorio），是意大利莱科省的一个市镇。总面积12平方公里，人口352人，人口密度29.3人/平方公里（2009年）。国家统计（ISTAT）代码为097032。